# Pavetta gracilipes
Pavetta gracilipes är en måreväxtart som beskrevs av William Philip Hiern. Pavetta gracilipes ingår i släktet Pavetta och familjen måreväxter. Inga underarter finns listade i Catalogue of Life.